# Zwampkikkers
Zwampkikkers (Limnodynastes) zijn een geslacht van kikkers uit de familie Limnodynastidae. De groep werd voor het eerst wetenschappelijk beschreven door Leopold Fitzinger in 1843. Later werd abusievelijk de wetenschappelijke naam Lymnodynastes gebruikt.
Er zijn 11 soorten die voorkomen in Australië en Nieuw-Guinea.
De verschillende soorten zijn typische kikkers; ze zijn bruin tot groen en hebben strepen en vlekken. De mannetjes hebben vaak kenmerkende lokgeluiden, die van de hamerkikker lijkt op een slag met een hamer op een aambeeld en de banjokikker maakt een tokkelend geluid. Alle soorten zetten de eieren af in een schuimnest.

## Soorten
Geslacht Limnodynastes
- Soort Limnodynastes convexiusculus
- Soort Limnodynastes depressus
- Soort Limnodynastes dorsalis – Banjokikker
- Soort Limnodynastes dumerilii
- Soort Limnodynastes fletcheri
- Soort Limnodynastes interioris
- Soort Limnodynastes lignarius
- Soort Limnodynastes peronii – Hamerkikker
- Soort Limnodynastes salmini
- Soort Limnodynastes tasmaniensis
- Soort Limnodynastes terraereginae

Adelotus · 
Heleioporus · 
Lechriodus · 
Limnodynastes · 
Neobatrachus · 
Notaden · 
Philoria · 
Platyplectrum